# Saffariden
De Saffariden vormden in de 9e en 10e eeuw een dynastie die over grote delen van Perzië en Centraal-Azië regeerde. Hun hoofdstad was Zaranj in het tegenwoordige Afghanistan, in de historische regio Sistan. De krijgstochten van de Saffariden naar het oosten, naar gebied in het huidige Afghanistan en oosten van Iran, hadden verdere verspreiding van de islam onder een destijds hindoeïstische en boeddhistische bevolking tot gevolg.

## Geschiedenis
Stichter van de dynastie was Ya'qub-i Laith Saffari, een man van nederige afkomst naar wie de dynastie genoemd is. Saffari was oorspronkelijk een kopersmid (Perzisch: ṣaffār) maar hij groeide uit tot krijgsheer en liet zich in 861 tot emir van Zaranj benoemen. In 865 veroverde hij de stad Bost. Hij ondernam veldtochten naar het oosten tegen de hindoeïstische Shahi's van Kabul, daarbij gebieden onderwerpend waar de bevolking geen moslim was. In 870 viel Kabul in zijn handen. Een deel van de buit werd naar de kalief in Bagdad gestuurd. In het westen wist hij de Tahiridendynastie, die in Perzië heerste en waarvan hij, hoewel slechts in naam, een vazal was, omver te werpen. Met de verovering van de steden Khorasan in 872 en Neyshabur in 873 kwam definitief een einde aan de macht van de Tahiriden. Uiteindelijk veroverde Ya'qub-i Laith Saffari een gebied dat naast grote delen van het huidige Iran en Afghanistan delen van Pakistan, Oezbekistan, Turkmenistan en Tadzjikistan besloeg. In Transoxanië moest hij echter dulden dat de Samaniden de macht in handen kreeg, met steun van kalief al-Mu'tamid. De kalief was bang geworden voor de snel groeiende macht van Saffari en verklaarde hem de oorlog. Saffari reageerde door Fars (Perzië) en Wahit te bezetten, maar toen hij verder oprukte naar Bagdad werd hij in 876 door de troepen van de kalief verslagen.
Ya'qub-i Laith Saffari stierf in 879 en werd opgevolgd door zijn broer Amr Saffari. Deze sloot in 883 vrede met de kalief in Bagdad. Tegen betaling erkende de kalief Saffari als gouverneur. De macht van de dynastie bleek echter van korte duur. Met toestemming van kalief al-Mu'tadid bi-'llah viel Amr Saffari in 898 Transoxanië aan, om dit op de Samaniden te veroveren. In 901 werd hij echter in de Slag bij Balkh verslagen door Ismail Samari. Hij stierf twee jaar later in gevangenschap.
Vanaf dat moment werden de Saffariden volledig overschaduwd door de Samaniden. Hun macht reikte niet verder dan Sistan en enkele aangrenzende gebieden. In 1002 werd de laatste emir van de Saffariden, Khalaf I, afgezet door Mahmud van Ghazni.
Achaemeniden (550 vchr-330 vchr) · Arsaciden (247 vchr-224 nchr) · Sassaniden (224-661) · Samaniden (819-999) · Tahiriden (821–873) · Saffariden (861–1002) · Il-kanaat (1256–1335) · Safawieden (1501–1736) · Afshariden (1736–1796) · Zand (1750–1794) · Kadjaren (1796–1925) · Pahlavi (1925–1979)